# Гелдерн (херцогство)
 Тази статия е за херцогство Гелдерн.  За едноименния град в Германия вижте Гелдерн.  
Херцогството Гелдерн (на немски: Herzogtum Geldern; на нидерландски: Hertogdom Gelre) е образувано през 1339 от Графството Гелден (1096 – 1339) и е територия на Свещената римска империя в Доленрейнския-Вестфалски имперски окръг. Столици на херцогството са Гелдерн, Нимвеген, Арнхайм, Цутфен.
Гелдерн е причислен през 1548 г. от Карл V първо към новообразувания Бургундиски имперски окръг. През 1581 г. е към държавната общност Седемнадесет провинции.

## Владетели на Гелдерн от Дом Васенберг

### Графове на Гелдерн / Графове на Васенберг

#### Дом Васенберг
- пр. 1096 – 1129 – Герхард I (* 1060; † 1129)
- 1129– 1131 – Герхард II (* 1090/95; † 1131)
- 1131 – 1182 – Хайнрих I (* 1117; † 1182)
- 1182 – 1207 – Ото I (* 1150; † 1207)
- 1207 – 1229 – Герхард IV (* 1185; † 1229)
- 1229 – 1271 – Ото II (* 1215; † 1271)
- 1271–(1288) 1318 – Райналд I (до 5 юни 1288 Битка при Воринген; 1310 Privilegium de non evocando; 1316 въстание) (* 1255; † 1326)
- 1318/39 – 1343 – Райналд II (* 1295; † 1343)

### Херцози на Гелдерн и графове на Цутфен

#### Дом Васенберг
- 1339 – 1343 – Райналд II (Червения) (* 1295; † 1343)
- 1343 – 1361 – Райналд III (Дебелия) (1343/44 опекун: Елеонора от Англия, дъщеря на Едуард III от Англия(?), съпруга на Райналд II) (* 1333; † 1371)
- 1361 – 1371 – Едуард (* 1336; † 1371)
- 1371 – 1371 – Райналд III (Дебелия)
- 1371 – 1379 – (Наследствена война)

#### Дом Юлих-Хенгебах
- 1371 – 1402 – Вилхелм I (1371 – 77 опекун: херцог Вилхелм от Юлих
- 1402 – 1423 – Райналд IV (* 1365; † 1423) (1402 – 1423 херцог на Юлих)

#### Дом Егмонт
- 1423 – 1465 – Арнолд от Егмонт (1423 – 36 под опеката на Йохан II от Егмонт, господин на Аркел) (* 1410; † 1473)
- 1465 – 1471 – Адолф фон Егмонт (* 1439; † 1477) (син на Арнолд и баща на Карл)
- 1471 – 1473 – Арнолд от Егмонт (* 1410; † 1473)

#### Дом Валоа (Бургундски)
- 1473 – 1477 – Карл Смели (* 1433; † 1477) (1467 – 1477 херцог на Бургундия и др.

#### Дом Егмонт
- 1477 – 1477 – Адолф от Егмонт (* 1439; † 1477) (2 път)

#### Дом Хабсбург (Бургундски)
- 1477 – 1482 – Мария Бургундска (1457 – 1482) с ерцхерцог Максимилиан от Австрия (1459 – 1519)
- 1482 – 1492 – Филип I Красивия (1478 – 1506) (под опеката на: Максимилиан I)

#### Дом Егмонт
- 1492 – 1538 – Карл от Егмонт (* 1467; † 1538) (син на Адолф)

#### Дом Клеве-Марк
- 1538 – 1543 – Вилхелм (II) Богатия (1516 – 1592), 1539 – 1592 херцог на Юлих-Клеве-Берг

#### Дом Хабсбург(Бургундско-испански)
- 1543 – 1555 – Карл V (1500 – 1558)
- 1555 – 1581/98 – Филип II от Испания (1527 – 1598)

- Чрез Нидерландската революция е разделено на южна и северна част.
- Прусия (1713– )